# Cleveland Falcons
Cleveland Falcons byl profesionální americký klub ledního hokeje, který sídlil v Clevelandu ve státě Ohio. V letech 1936–1937 působil v profesionální soutěži American Hockey League. Falcons ve své poslední sezóně v AHL skončily v základní části. Své domácí zápasy odehrával v hale Elysium Arena s kapacitou 2 000 diváků.
Založen byl v roce 1934 po zániku Clevelandu Indians, zanikl v roce 1937 přejmenováním na Cleveland Barons.

## Umístění v jednotlivých sezonách
Stručný přehled
Zdroj: 
- 1934–1935: International Hockey League
- 1935–1936: International Hockey League (Východní divize)
- 1936–1937: American Hockey League (Západní divize)

Jednotlivé ročníky
Zdroj: 
Legenda: Z – zápasy, V – výhry, VP – výhry v prodloužení, R – remízy, P – porážky, PP – porážky v prodloužení, VG – vstřelené góly, OG – obdržené góly, +/- – rozdíl skóre, B – body, KPW – Konference Prince z Walesu, CK – Campbellova konference, ZK – Západní konference, VK – Východní konference, fialové podbarvení – reorganizace, změna skupiny či soutěže
| USA / Kanada (1934 – 1937) |                      |        |    |    |    |   |    |    |     |     |     |    |        |             |
| Sezóny                     | Liga                 | Úroveň | Z  | V  | VP | R | PP | P  | VG  | OG  | +/- | B  | Pozice | Play-off    |
| 1934/35                    | IHL                  | –      | 44 | 20 | –  | 1 | –  | 23 | 115 | 132 | -17 | 40 | 5.     | Semifinále  |
| 1935/36                    | IHL (Západní divize) | –      | 48 | 25 | –  | 4 | –  | 19 | 149 | 146 | +3  | 54 | 2.     | Čtvrtfinále |
| 1936/37                    | AHL (Západní divize) | 2      | 48 | 13 | –  | 8 | –  | 27 | 113 | 152 | -39 | 34 | 3.     | –           |